# Catàleg d'autoritats de noms i títols de Catalunya
Catàleg d'autoritats de noms i títols de Catalunya, afgekort Càntic, is de officiële, gestandaardiseerde online thesaurus van namen en titels van auteurs en organisaties uit het Catalaanse taalgebied. In het Nederlands vertaald betekent de naam Catalogus van de thesaurusbestanden van namen en titels in Catalonië.

## Kenmerken
Het systeem is geïntegreerd in de Virtual International Authority File (VIAF) en Wikidata. In oktober 2014 bevatte het bestand nagenoeg 150.000 fiches.
De redactie van de thesaurus wordt door de Biblioteca de Catalunya gecoördineerd. Het project verenigt sedert publicatie online in 2007 meer dan twintig wetenschappelijke instellingen uit het Catalaanse taalgebied. Càntic zorgt voor een eenduidige verwijzing naar personen, werken of organisaties, onafhankelijk van de vele spellingsvariaties die vaak in omloop zijn.
Càntic koppelt alle thesaurusgegevens voor een bepaalde entiteit aan elkaar tot een overkoepelende thesaurusfiche, zodat kan worden gezocht in de metadata van een bepaald onderwerp met Catalaanse connecties in de aangesloten bibliotheken en onderzoeksinstituten. Sedert de zomer 2014 heeft Càntic ook een samenwerkingsakkoord met de Catalaanstalige Wikipedia en Wikidata afgesloten.
De uniforme thesaurus gaat terug op de Bibliotheekwet uit 1993. De elektronische online-versie ging in 2007 van start. In september 2013 had het bestand al 30.000 registers en een goed jaar later waren het er al 147 500.

## Meewerkende organisaties
In 2015 hebben de volgende organisaties zich bij het initiatief aangesloten: de Biblioteca de Catalunya, de Casa Àsia, het Centre de Lectura (Reus), Het Consortium van de Catalaanse Universiteitsbibliotheken, het Il·lustre Col·legi d'Advocats de Barcelona, het Museu d'Art Contemporani de Barcelona, het Museu Nacional d'Art de Catalunya, en de volgende universiteiten Universitat Autònoma de Barcelona, Universitat de Barcelona,  Universitat de Girona, Universitat de Lleida, Universitat de València, Universitat de Vic, Universitat Jaume I, Universitat Oberta de Catalunya, Universitat Politècnica de Catalunya, Universitat Pompeu Fabra, Universitat Rovira i Virgili en ten slotte de Filmoteca de Catalunya.